# Saxifraga prietoi
Saxifraga prietoi är en stenbräckeväxtart som beskrevs av T.E. Díaz González, M.P. Fernández Areces, J. Pérez Carro. Saxifraga prietoi ingår i Bräckesläktet som ingår i familjen stenbräckeväxter. Inga underarter finns listade i Catalogue of Life.